# شگفتی و برجستگی سیستان
شگفتی‌ها و دیدنی‌های سرزمین سیستان یا شگفتی و برجستگی سیستان متن کوتاهی است دربارهٔ جنبه‌های باارزش سرزمین سیستان که به زبان پهلوی (فارسی میانه) نوشته شده است. بر طبق منابع زرتشتی، مهم‌ترین وقایع تاریخی نظیر نگهداری نطفهٔ سوشیانس، داستان فریدون، جنگ میان فرزندان او و قبول و رواج دین زرتشت توسط ویشتاسب در سیستان به وقوع پیوسته است. همچنین یکی دیگر از موضوعات مهم این متن، حملهٔ اسکندر به ایران است که در نتیجه آن، متن اوستا از هم گسسته و نابود می‌شود. بخش‌های از متن این رساله، شباهت زیادی به آبان یشت دارد. چون در اوستا نیز فریدن، خواستار کامیابی از اردویسور آناهیتاست.

## ترجمه
ترجمه متن:
به نام یزدان
شگفتی و برجستگی سیستان
شگفتی و برجستگی زمین سیستان از دیگر شهرها به این دلیل زیادتر و بهتر است.
- یکی اینکه رود هلمند و دریاچهٔ فرزدان و دریای کیانسه و کوه اوشداشتار در سرزمین سیستان است
- هوشیدر و هوشیدرماه و سوشیانس (فرزندان زرتشت) در آنجا زاده و پرورش یافته و از آن رستاخیز خواهند کرد
- یکی اینکه پیوند و خاندان فرمانروایی کیانی در این کشور به ایشان گزند آمد
- از فرزندان فریدون، سلم که کشور روم و توج که کشور ترکستان را به سروری داشتند، ایرج را که فرمانروایی ایران را داشت کشتند
- و از فرزندان ایرج به جز دختری، دیگر کسی نماند
- و پس فریدون او را به دریاچهٔ فرزدان هدایت کرد و در پنهان داشت تا دهمین پیوند که از آن دختر، پسری زاده شد.
- پس فریدون به دریاچه فرزدان شد و او از اردویسورناهید، مراد خواست و با آراستن ایرانشهر و فره کیان، دیگر ایزدان در محل سیستان سکونت یافتند و مراد بالاتر به دست آوردند و با منوچهر و آنها، ایرانشهر را ستودند.
- یکی اینکه ویشتاسب شاه، دین را در دریاچه فرزدان رواج داد.
- اول در سیستان و سپس در دیگر شهرها و ویشتاسب شاه با همپرسگی با زردشت و سین اهومستودان بوستینگ، چون از اولین شاگردان زرتشت و برترین شاگردان او بودند.
- دین در سیستان آموزش و رواج دادند، ۱۰۰ پیشوای مذهبی از دوده یِ خوبان فراز رفتند.
- نسکی بود که دزد – سر – نیزد خوانند چون سین و برزمهر زرتشتان ان را آماده کردند و به دست آوردند.
- وقتی که اسکندر رومی گجستگ به ایرانشهر آمد، آنهایی را که به راه مغ مردی می‌رفتند، گرفت و کشت.
- مرد و غلام بچه ای چند به سیستان آمدند.
- نسکی (آنجا) بود، با زنان بود بچه ای (که) نسک دزد – سر – نیزد را استوار و به خاطر سپرد، به این دلیل راه دین در سیستان بازگشت و اراست و آماده کرد، نو به نو به جز در سیستان، آن گاه در دیگر جاها به یاد نماند.
- من که در آن جایی هستم که دین را ستایش می‌کنند، به خاطر شادی نسل من هادخت نسک بخوانید.
- پایان یافت با درود و شادی و خوشی، شاد و دیرزی و پیروز گار و درستکار،  کامکار بود که (این را) نوشت که نگه می‌دارد و که می‌خواند.[۲]